# Kotroniá
Kotroniá (grec moderne : Κοτρωνιά) est une localité située dans le dème de Souflí, dans le district régional d'Évros, dans la périphérie de Macédoine-Orientale-et-Thrace, en Grèce.
La localité appartient au district municipal de  Souflí et à la communauté municipale de Dadiá. Selon le recensement de 2021, elle compte quatre habitants.